# Lathyrus polyphyllus
Lathyrus polyphyllus är en ärtväxtart som beskrevs av John Torrey och Asa Gray. Lathyrus polyphyllus ingår i släktet vialer, och familjen ärtväxter. Inga underarter finns listade i Catalogue of Life.

## Bildgalleri

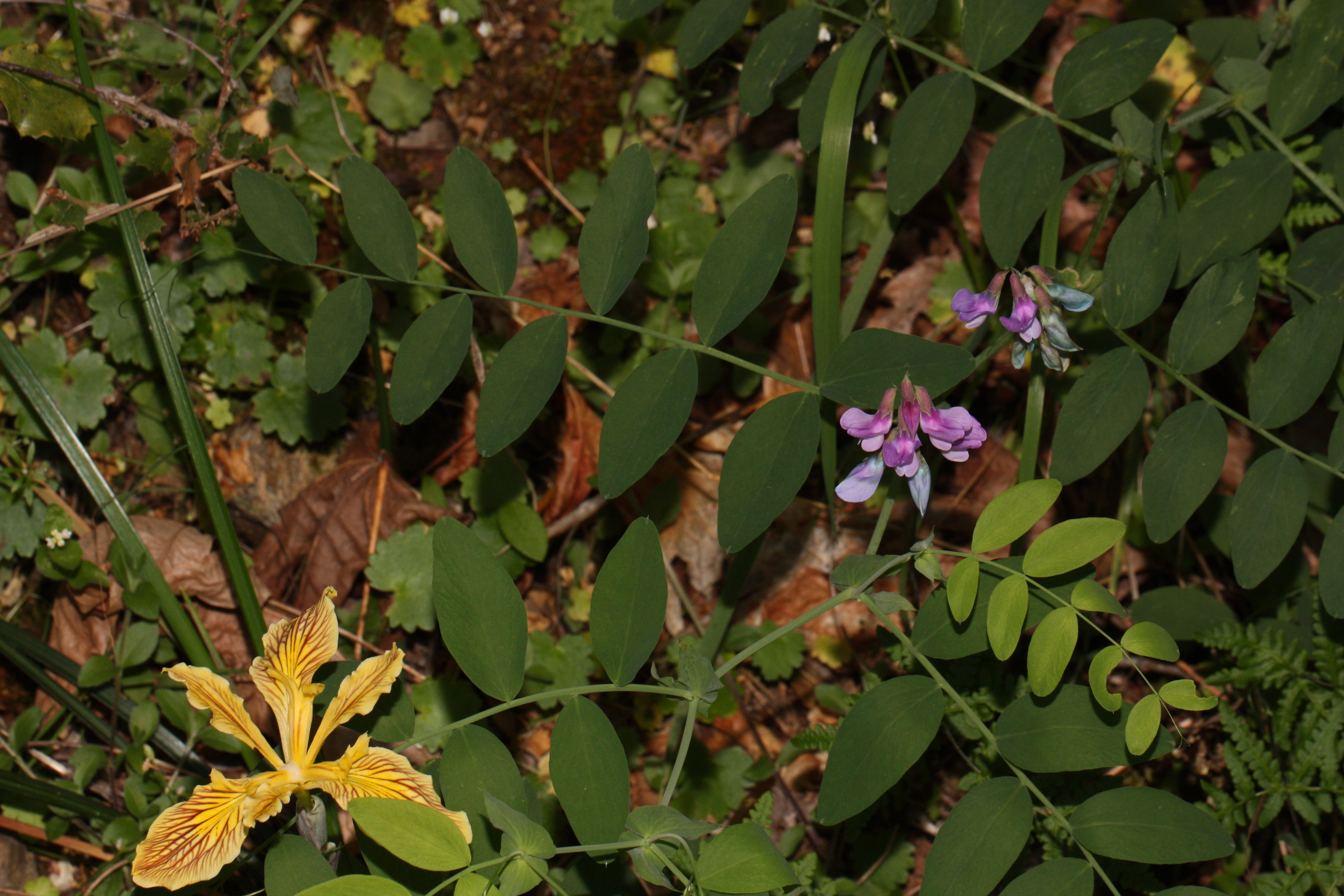
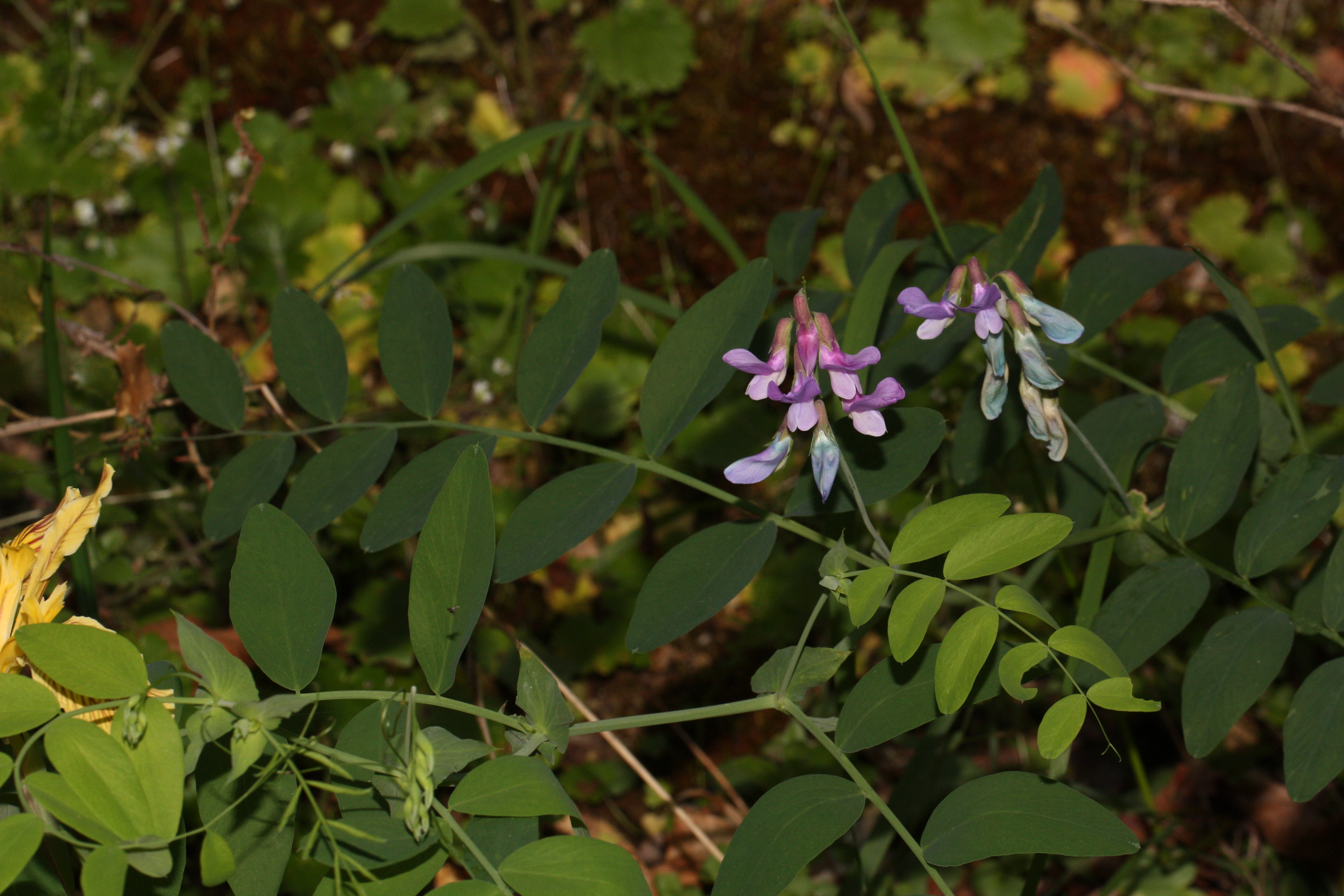
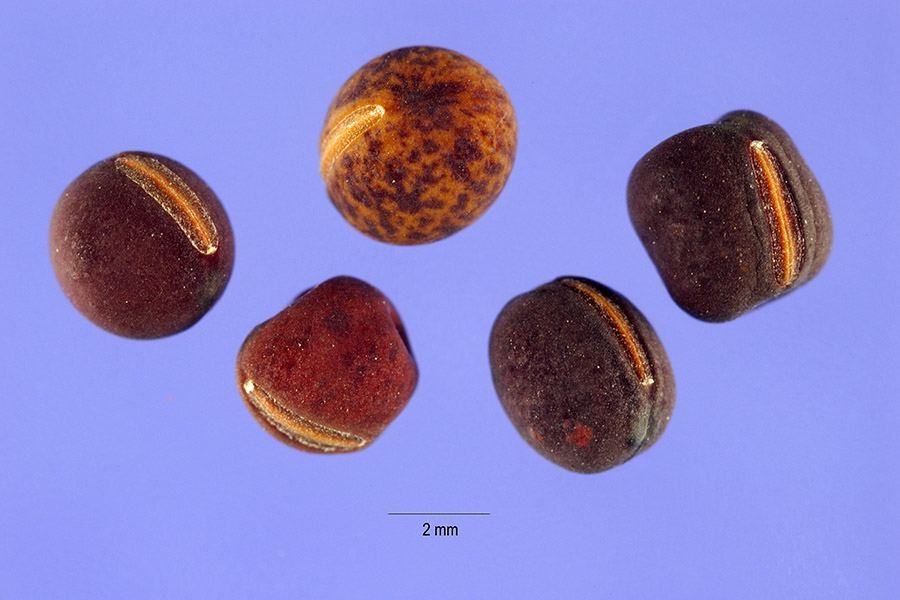